# Emmerichsthal
Emmerichsthal (ursprünglich Steinbach) ist ein Gemeindeteil des Marktes Obersinn im unterfränkischen Landkreis Main-Spessart in Bayern.

## Geographie
Der Weiler Emmerichsthal liegt im Spessart im Steinbachtal in der Nähe der bayerisch-hessischen Grenze, vom Forst Aura umschlossen.

## Name
Der Name des kleinen Dorfes Steinbach, das zuvor an dieser Stelle lag, geht auf den durch den Ort fließenden Steinbach zurück. Zeitweise verwendete man einen Namenszusatz, um Steinbach von weiteren gleichnamigen Dörfern zu unterscheiden. So wurde es „Steinbach vor dem Wald“ genannt.
Der spätere Ort wurde zu Ehren des damals regierenden Mainzer Bischofs und Kurfürsten Emmerich Joseph von Breidbach zu Bürresheim Emmerichsthal genannt. Diesen Namen behielt das Dorf bis heute bei.

## Geschichte
Die erste urkundliche Erwähnung einer Besiedlung findet sich 1303–1313 unter dem Namen „Steinbach“. Friedrich von Hutten erwarb damals vom Würzburger Bischof Andreas von Gundelfingen das Zehntrecht. Die kleine Siedlung wurde im 16. Jahrhundert verlassen und mit ihr der alte Ortsname Steinbach.
Unter der Regentschaft des Kurfürsten Emmerich Joseph von Breidbach zu Bürresheim wurde in den Jahren 1765 bis 1768 im Steinbachtal, einem Seitental der Jossa, eine Glashütte errichtet. Die reichen Baumbestände waren als Brennstoff für die Herstellung von Glas ideal. Das Schicksal wiederholte sich nicht, als im Jahre 1826 der Glashüttenbetrieb nach wechselhaftem Erfolg verschiedener Pächter eingestellt wurde. Die dadurch arbeitslos gewordenen Beschäftigten bauten den ohnehin parallel betriebenen Nebenerwerb im Ackerbau und der Forstwirtschaft zum Haupterwerb aus; etliche konnten so mit ihren Familien am Ort verbleiben.
Im Jahr 1814 kam Emmerichsthal zum Königreich Bayern.
Im Jahre 1862 wurde das Bezirksamt Gemünden am Main gebildet, auf dessen Verwaltungsgebiet Emmerichsthal lag. 1872 wurde das Bezirksamt Gemünden ins Bezirksamt Lohr am Main eingegliedert. Erst 1902 wurde das Bezirksamt Gemünden wieder neu gebildet. 1939 wurde wie überall im Deutschen Reich die Bezeichnung Landkreis eingeführt. Emmerichsthal gehörte nun zum Landkreis Gemünden am Main (Kfz-Kennzeichen GEM). Mit Auflösung des Landkreises Gemünden im Jahre 1972 kam Emmerichsthal in den neu gebildeten Landkreis Main-Spessart (Kfz-Kennzeichen KAR, ab 1979 MSP).

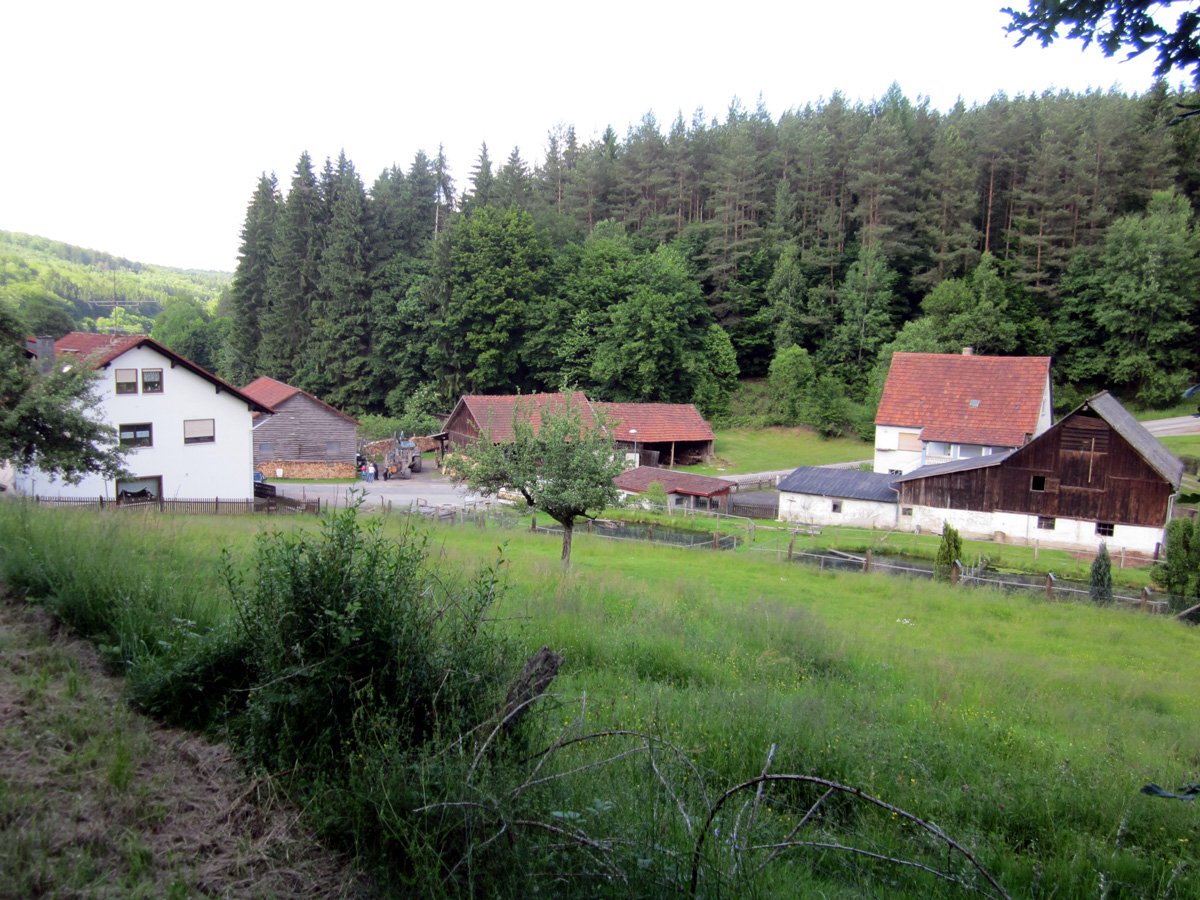
Ortsansicht von Süden aus
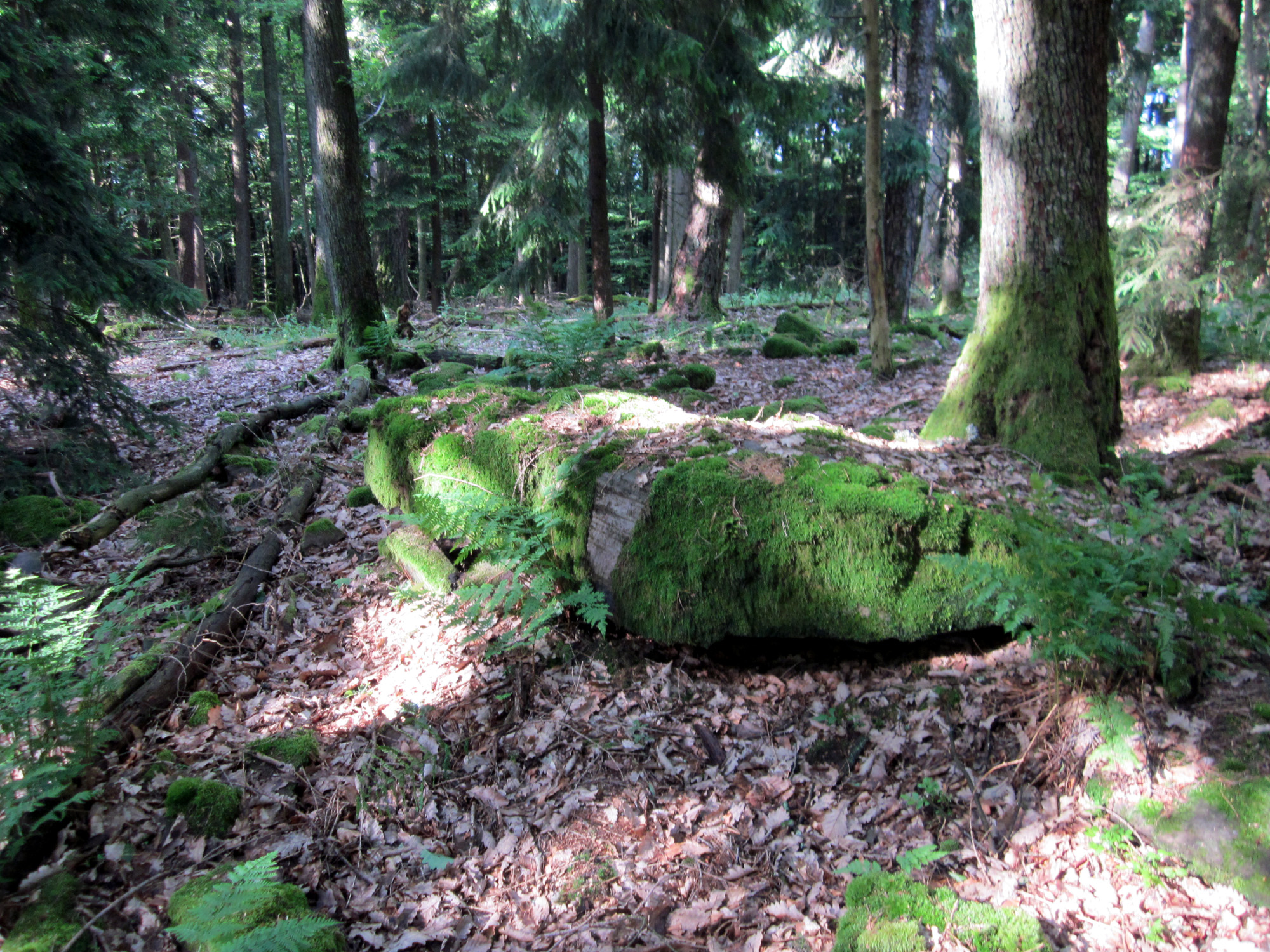
Überreste eines Gebäudes im Schubertswald
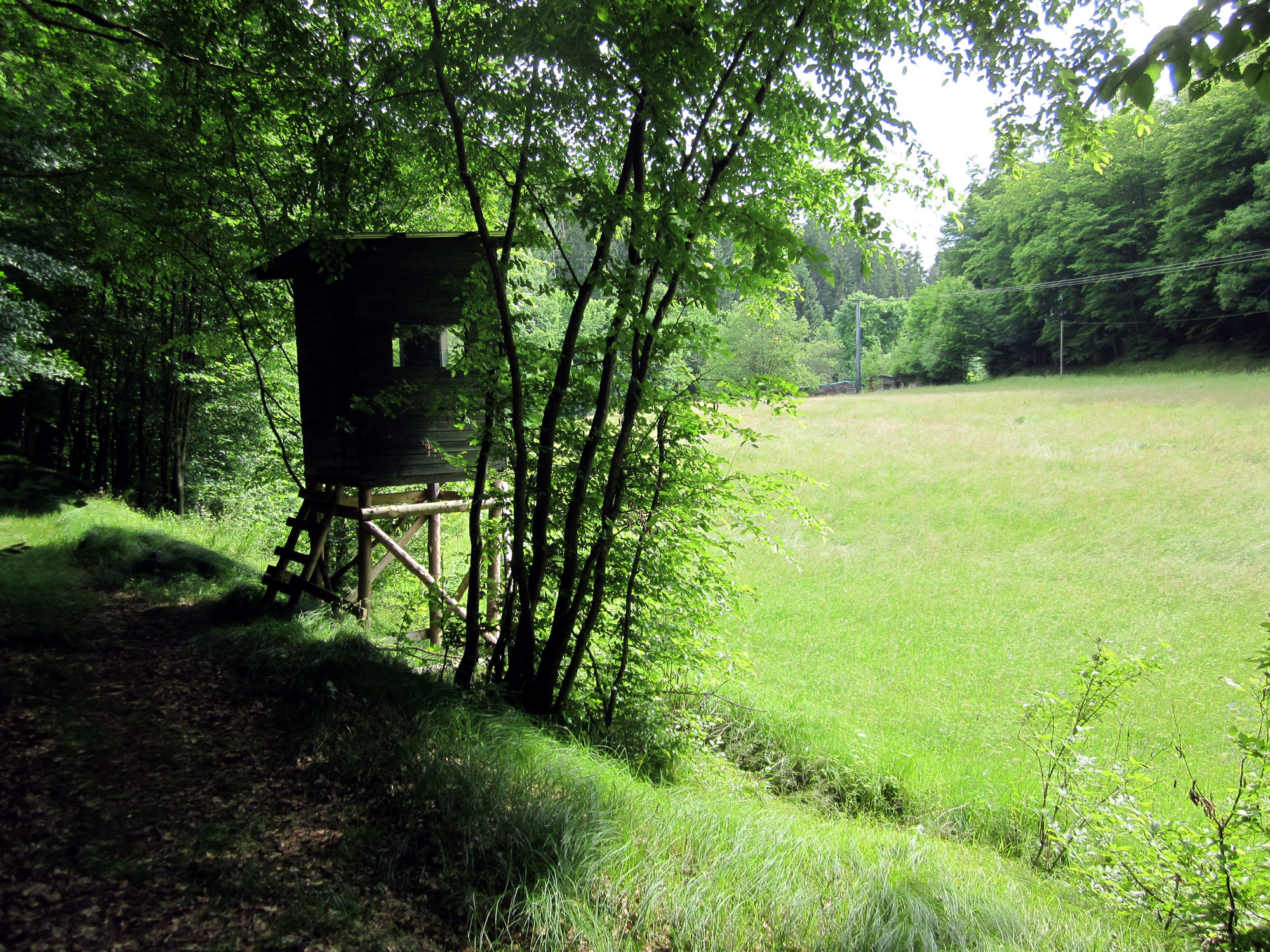
Steinbachtal von Norden aus

## Verkehrsanbindung
Emmerichsthal ist von Obersinn aus nach 5 km oder von Jossa aus über die L 3196 nach 3,9 km zu erreichen. Die nächsten Bahnhöfe auf der Bahnstrecke Flieden–Gemünden befinden sich in Jossa, Obersinn und Mittelsinn.

## Tourismus
Idyllische Wanderrouten führen von und nach Emmerichsthal auf einer Länge von jeweils 4 bis 10 km, sternförmig im Uhrzeigersinn geordnet, nach und von Jossa, Obersinn, Mittelsinn, Aura im Sinngrund, Burgjoß, Mernes und Marjoß. Im Ort befindet sich eine Gaststätte, von deren Biergarten aus das benachbarte Herrenhaus der ehemaligen Glashütte zu sehen ist.
Emmerichsthal ist die zwölfte und letzte Station des 2007 eröffneten, 25 Kilometer langen Kulturradwegs Perlen der Jossa.